# 晨報 (北京)
《晨报》初名《晨钟报》，1916年8月15日创刊，是中华民国大陸时期北京的一份报纸，是当时以梁启超、林长民为主导的政治派系“研究系”的机关报。

## 历史

### 创刊
1916年8月15日，《晨钟报》在北京创刊，李大钊任第一任总编，并写作代发刊词《晨钟之使命》。《晨钟之使命》副标题为“青春中华之创造”，原文写到：“青年不死，即中华不亡，《晨钟》之声，即青年之舌，国家不可一日无青年，青年不可一日无觉醒，青春中华之克创造与否，当于青年之觉醒与否卜之，青年之克觉醒与否，当于《晨钟》之壮快与否卜之矣”，体现了《晨钟报》的办报理念，申明办《晨钟报》的使命在于唤起民族的觉醒，并激励青年“急起直追，勇往奋进，……索我理想之中华，青春之中华”。由于政见不合，李大钊在任《晨钟报》总编两个月后被迫辞职。
1925年年底乙丑政变期间，《晨報》因发表反对苏联的言论而被示威的学生火烧报馆。

## 内容及思想

### 宣传马克思主义
1919年2月7日，改版后的《晨报》于第七版正式设立副刊，此后，李大钊频频在该副刊上发表文章，宣传介绍马克思主义，从而使这一版变成了参加新文化运动和宣传社会主义的园地。李大钊还协助《晨报》开辟“马克思研究专栏”，专门介绍马克思主义的相关信息，先后发表了近百篇与之相关的文章。《晨报》在中国早期的马克思主义传播中有着不可忽视的作用，是除了《新青年》外先进分子宣传马克思主义的第二阵地。且由于《晨报》逐日出版，这就与按月出版的《新青年》不同，它可以更短的周期、更高的时效性，以最快的速度、最大的覆盖面，把马克思主义理论及相关信息传播到全国。

### 《争自由的宣言》
1920年，胡适、蒋梦麟、李大钊等七人在《晨报》上联名发表《争自由的宣言》：“我们不愿意谈政治，但实际的政治却来妨害我们。”因而，我们便产生一种彻底觉悟，首先要依靠人民的觉悟。如果没有养成“思想自由评判的真精神，就不会有肯为自由而战的人民；没有肯为自由而流血流汗的人民，就绝不会有真正的自由。”
《争自由的宣言》明确提出如下六条：
1. 民国三年三月二日所公布的治安警察条例应即废止。
2. 民国三年十二月四日所公布的出版法应即废止。
3. 民国三年四月二日所公布的报纸条例应即废止。
4. 民国八年所公布的管理印刷业条例应即废止。
5. 民国三年三月三日所公布的预戒条例应即废止。
6. 以后如果不遇外患或战争开始的时候，不得国会、省议会议决，或市民请求，不得滥行宣布戒严。

同时还指出：“下列四种自由，不得在宪法外更设立限制的法律：（1）言论自由；（2）出版自由；（3）集会结社自由；（4）书信秘密自由。
这是中国自由主义知识分子的第一封具有现代自由和宪政意义上的“自由主义宣言书”，是本世纪自由主义知识分子一次自觉的自由追求和意识觉醒，至今仍有重要意义。

### 副刊：新詩文藝
1921年10月12日起晨報副鎸從晨報副刊版分出，獨立出版。

### 影響
从1917年5晨钟报6开始专门在第7版上刊登文艺类作品算起，到1928年6月5日《晨报》副刊正式停刊止的10年间，《晨报》副刊为中国现代文学的发展起了作用。从《晨报》副刊10 年间的创办情况看來，大量国外文学作品的翻译既是其份量很重的版面内容构成，更成为其为五四文学革命服务的一个重要组成；比如像莫泊桑、高尔基、托尔斯泰等西方大家的作品在《晨报副刊》上都作了大量的介绍引进。